# Алькала-де-Монкайо
Алькала-де-Монкайо (ісп. Alcalá de Moncayo) — муніципалітет в Іспанії, у складі автономної спільноти Арагон, у провінції Сарагоса. Населення — 153 особи (2010).
Муніципалітет розташований на відстані близько 230 км на північний схід від Мадрида, 70 км на захід від Сарагоси.

## Демографія
Динаміка населення (INE ):

## Галерея зображень

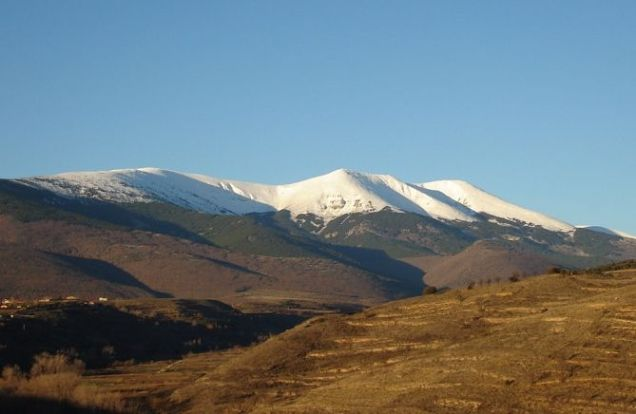
Гора Монкайо восени
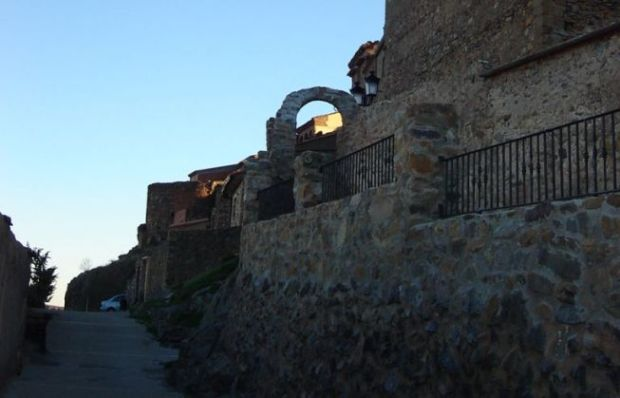
Середньовічний мур
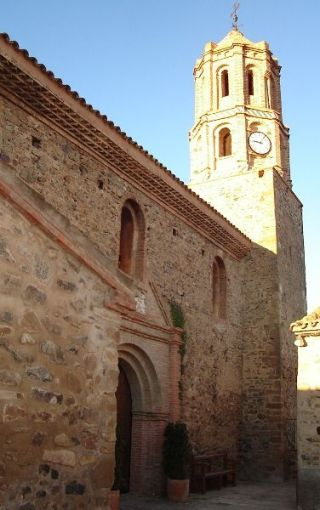
Церква Ла-Асунсьйон-де-Алькала-де-Монкайо